# Kristine Kujath Thorp
Kristine Kujath Thorp (Oslo, 23 aprile 1992) è un'attrice norvegese.

## Biografia
Si è iscritta all'Accademia reale danese d'arte drammatica per studiare recitazione, ma ha finito per specializzarsi in design. Dopo la laurea, ha deciso di intraprendere la carriera di attrice. A seguito di alcune apparizioni in cortometraggi e serie TV, ha ottenuto il suo primo ruolo al cinema e il suo primo ruolo da protagonista con la commedia indipendente Ninjababy (2021), vincendo un premio Amanda, l'Oscar norvegese, come migliore attrice protagonista per la sua interpretazione di una ragazza che affronta una gravidanza indesiderata attraverso delle conversazioni immaginarie col bambino che porta in grembo. L'anno seguente si è fatta notare per il ruolo da protagonista di una narcisista patologica nel film satirico Sick of Myself. Nel 2023 è stata riconosciuta come una dei dieci giovani attori europei più promettenti con lo Shooting Stars Award e ha recitato al fianco di Mads Mikkelsen nel film in costume germano-scandinavo La terra promessa.

## Filmografia parziale

### Cinema
- Ninjababy, regia di Yngvild Sve Flikke (2021)
- The North Sea (Nordsjøen), regia di John Andreas Andersen (2021)
- Sick of Myself (Syk pike), regia di Kristoffer Borgli (2022)
- Den store stilhed, regia di Katrine Brocks (2022)
- La terra promessa (Bastarden), regia di Nikolaj Arcel (2023)

### Televisione
- Blank – serie TV, 8 episodi (2019)

## Riconoscimenti
- Festival internazionale del cinema di Berlino
  - 2023 – Shooting Stars Award (Norvegia)
- Premio Amanda
  - 2021 – Miglior attrice per Ninjababy
  - 2022 – Candidatura alla miglior attrice per The North Sea
  - 2023 – Candidatura alla miglior attrice per Sick of Myself
- Premio Bodil
  - 2024 – Candidatura alla miglior attrice per Den store stilhed
- Festival internazionale del cinema di Dublino
  - 2023 – Miglior attrice per Sick of Myself

## Doppiatrici italiane
Nelle versioni in italiano dei suoi film e serie televisive, Kristine Kujath Thorp è stata doppiata da:
- Chiara Francese in Ninjababy, Sick of Myself
- Valentina Perrella in The North Sea
- Martina Felli in La terra promessa